# Mercedes-Benz EQS SUV
A Mercedes-Benz EQS SUV egy akkumulátoros elektromos, teljes méretű luxus crossover SUV autótípus, amelyet a német Mercedes-Benz Group gyárt. Az EQS liftback SUV megfelelőjeként a GLS akkumulátoros elektromos változataként van pozicionálva. Ez a harmadik Mercedes-modell, amely a dedikált elektromos jármű architektúrára épül, az EQS és az EQE szedán után. Az EQS SUV opcionálisan harmadik üléssort is kínál.

## Áttekintés
A járművet 2022. április 19-én mutatták be. Három változatot kínálnak, amelyek az EQS 450+, az EQS 450 4MATIC és az EQS 580 4MATIC. A hátsókerék-meghajtású EQS 450+ motorjának maxinális teljesítménye 265 kilowatt (360 PS; 355 hp) és 568 Nm-t at ad le a csúcsnyomaték, ami 800 Nm-ra nő a kétmotoros összkerékhajtáshoz 450 4MATIC. Az EQS 580 SUV-t erősebb kettős motor hajtja, amelyek együttes teljesítménye akár 400 kilowatt (544 PS; 536 hp), és 858 Nm as csúcsnyomatékot ad le .  

A járműben egy 56 hüvelyk széles üveg műszerfal található, számos kijelzővel, amelyet MBUX Hyperscreen néven forgalmaznak. Egy 12,3 hüvelykes műszercsoportból, 17,7 hüvelykes OLED információs és szórakoztató képernyőből és 12,3 hüvelykes OLED utas szórakoztató kijelzőből áll.  Az első és a második üléssor fejtér tolótetővel 40,7 in (1030 mm) . 

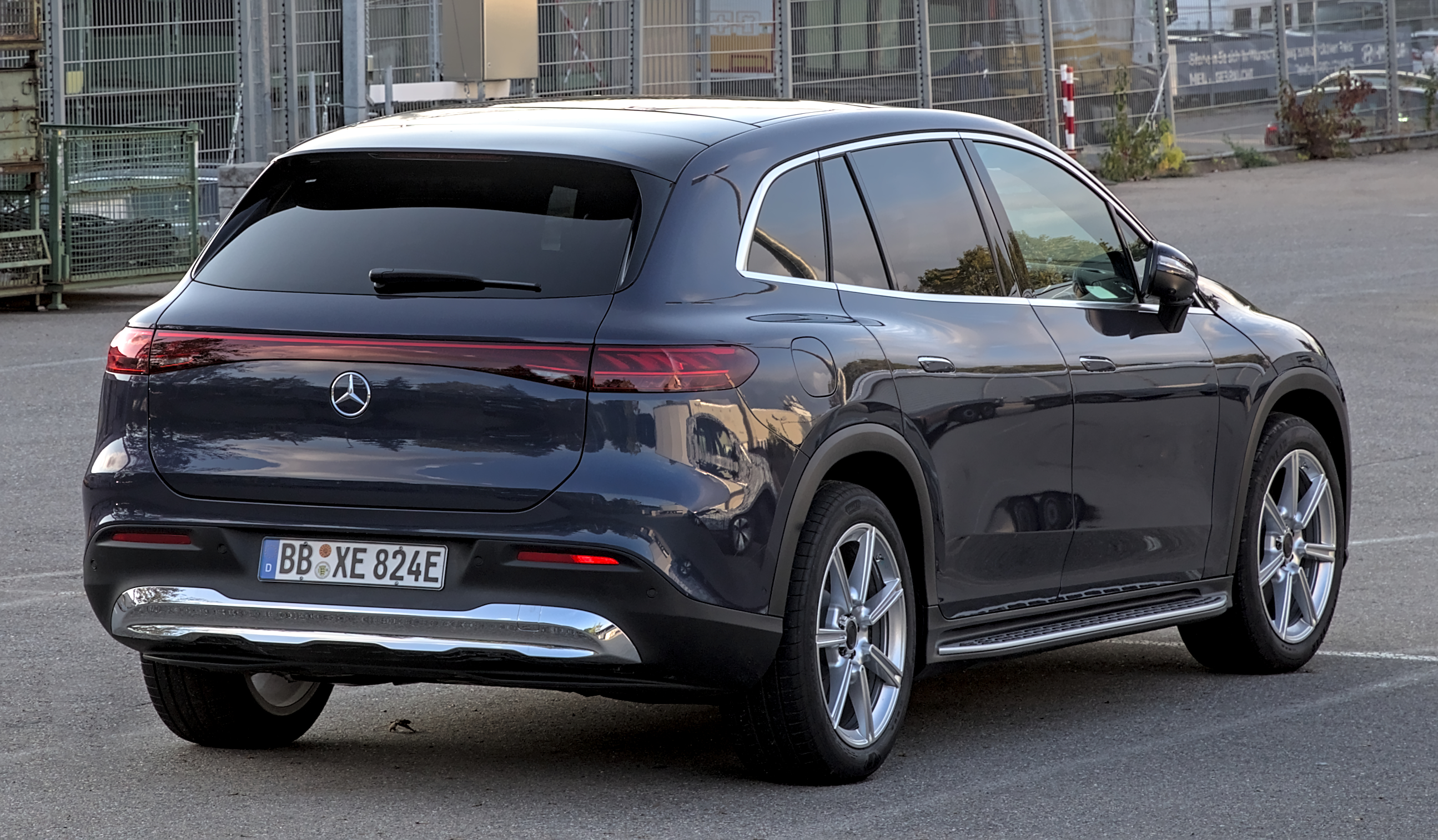
Hátsó nézet
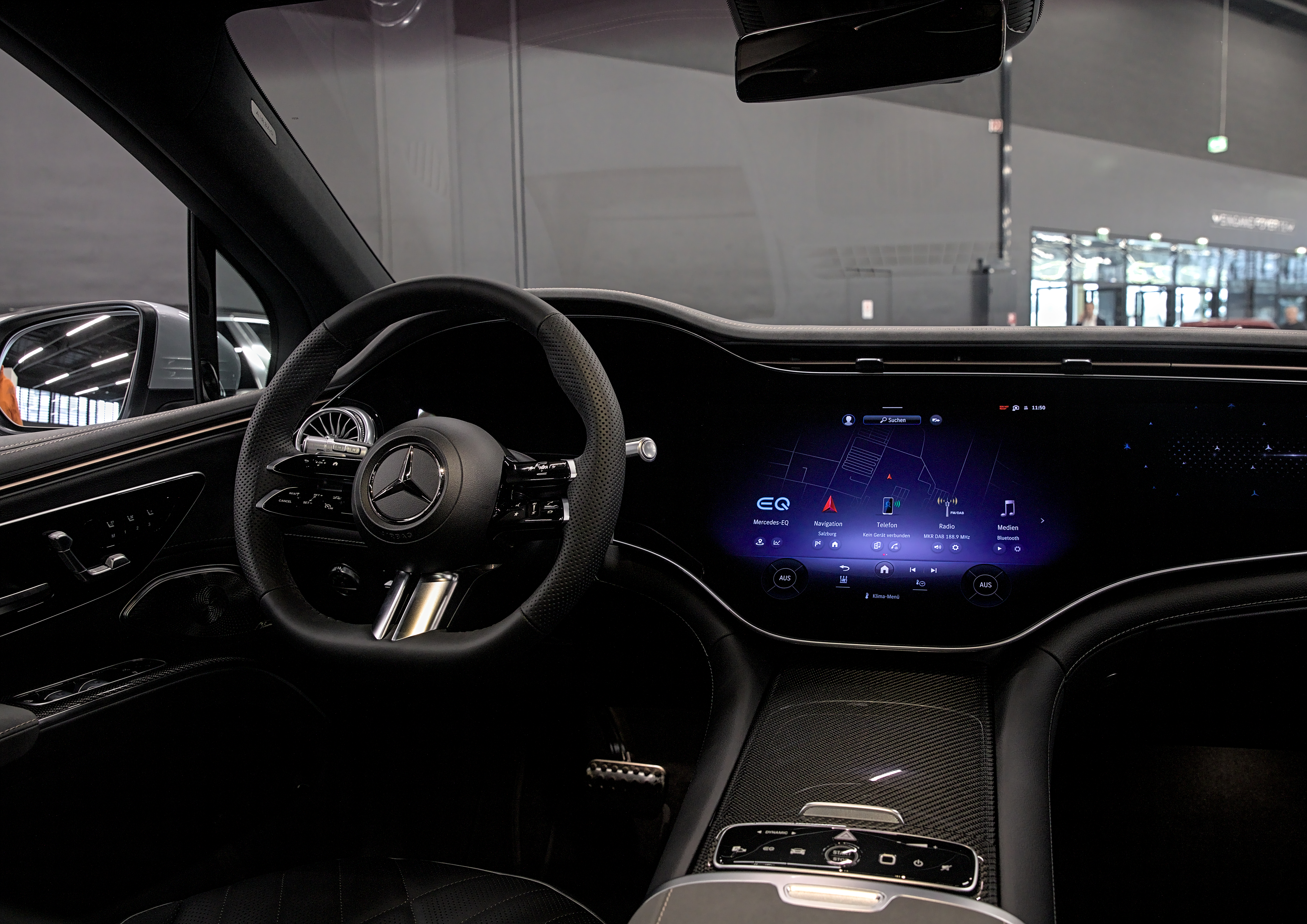
belső

## Maybach EQS680
2023 áprilisában a Mercedes bemutatta a Mercedes-Maybach EQS 680 SUV-t, az EQS SUV ultra-luxus változatát a Maybach almárka alatt.

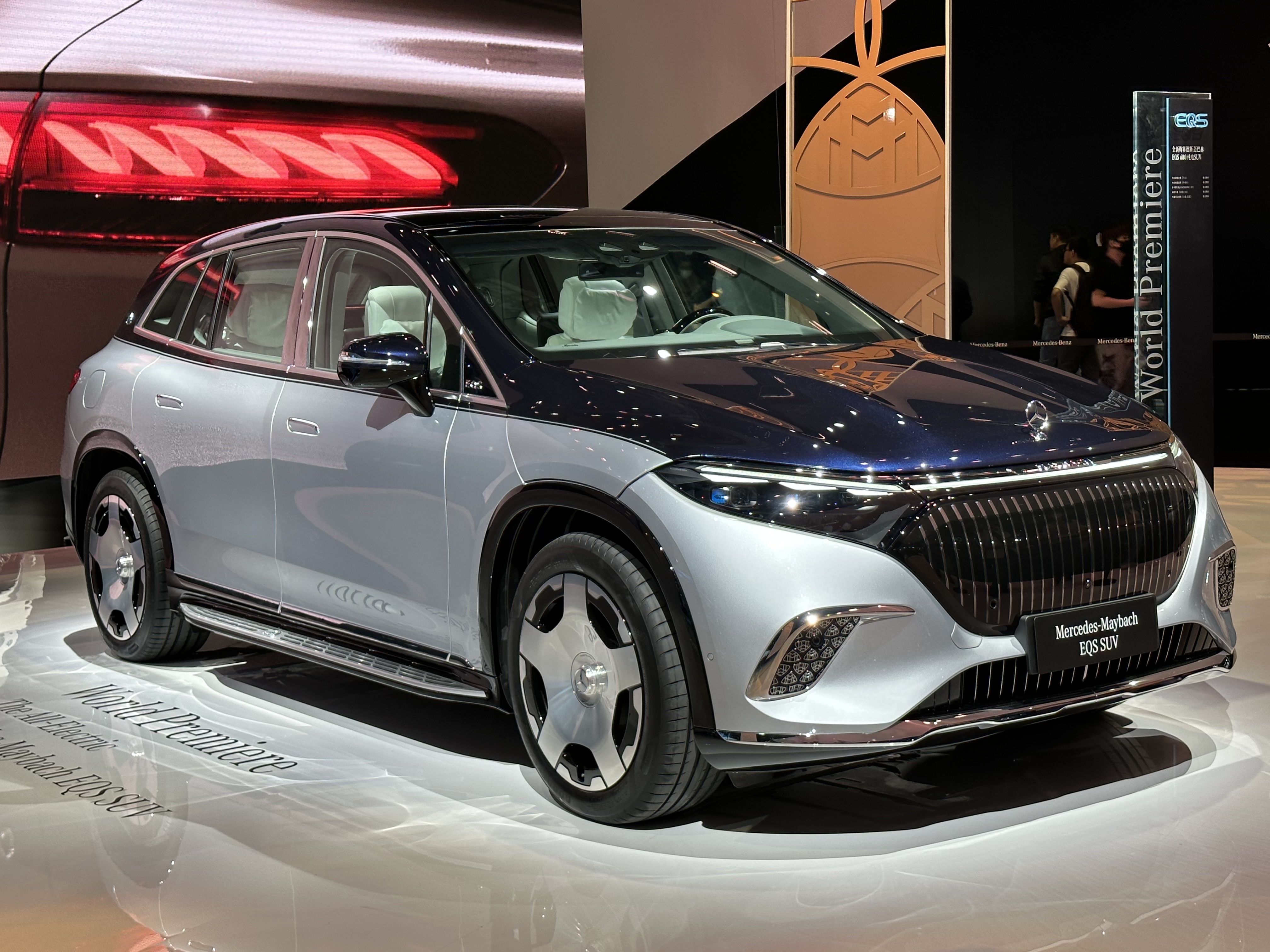
Mercedes-Maybach EQS SUV
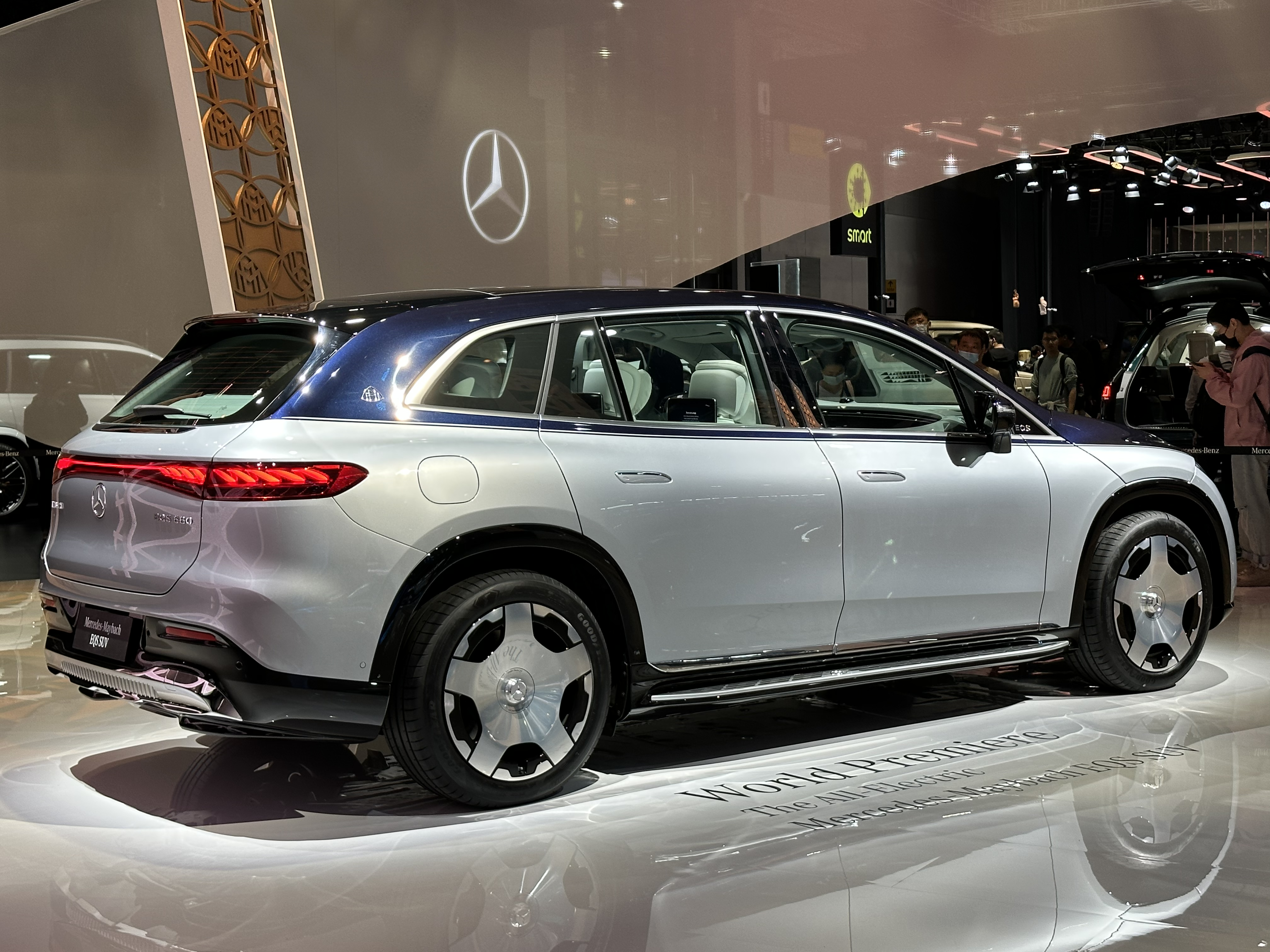
Hátsó nézet

## Modellek
A specifikációk a következők:   
| Modell                     | Évek  | Teljesítmény                  | Nyomaték | Akkumulátor-kapacitás teljes/használható [ kWh ] | Hajtáslánc | 0–100 kilométer per óra (0–62 mph) | Csúcssebesség      | Tartomány ( WLTP )     | Tartomány ( EPA )    |
| -------------------------- | ----- | ----------------------------- | -------- | ------------------------------------------------ | ---------- | ---------------------------------- | ------------------ | ---------------------- | -------------------- |
| EQS 450+ SUV               | 2022- | 265 kilowatt (360 PS; 355 hp) | 568 Nm   | 120/107.8                                        | RWD        | 6,7 s                              | 210 km/h (130 mph) | 660 kilométer (410 mi) | 305 mérföld (491 km) |
| EQS 450 4MATIC SUV         | 2022- | 265 kilowatt (360 PS; 355 hp) | 800 Nm   | 120/107.8                                        | 4WD        | 6 s                                | 210 km/h (130 mph) | 613 kilométer (381 mi) | 285 mérföld (459 km) |
| EQS 580 4MATIC SUV         | 2022- | 400 kilowatt (544 PS; 536 hp) | 858 Nm   | 120/107.8                                        | 4WD        | 4,6 s                              | 210 km/h (130 mph) | 613 kilométer (381 mi) | 285 mérföld (459 km) |
| EQS 680 Maybach 4MATIC SUV | 2023- | 491 kilowatt (668 PS; 658 hp) | 950 Nm   | 120/107.8                                        | 4WD        | 4,4 s                              | 210 km/h (130 mph) | 600 kilométer (373 mi) |                      |

## Fordítás
Ez a szócikk részben vagy egészben  a   Mercedes-Benz EQS SUV című angol Wikipédia-szócikk ezen változatának fordításán alapul.  Az eredeti cikk szerkesztőit annak laptörténete sorolja fel. Ez a jelzés csupán a megfogalmazás eredetét és a szerzői jogokat jelzi, nem szolgál a cikkben szereplő információk forrásmegjelöléseként.